# Батата вада

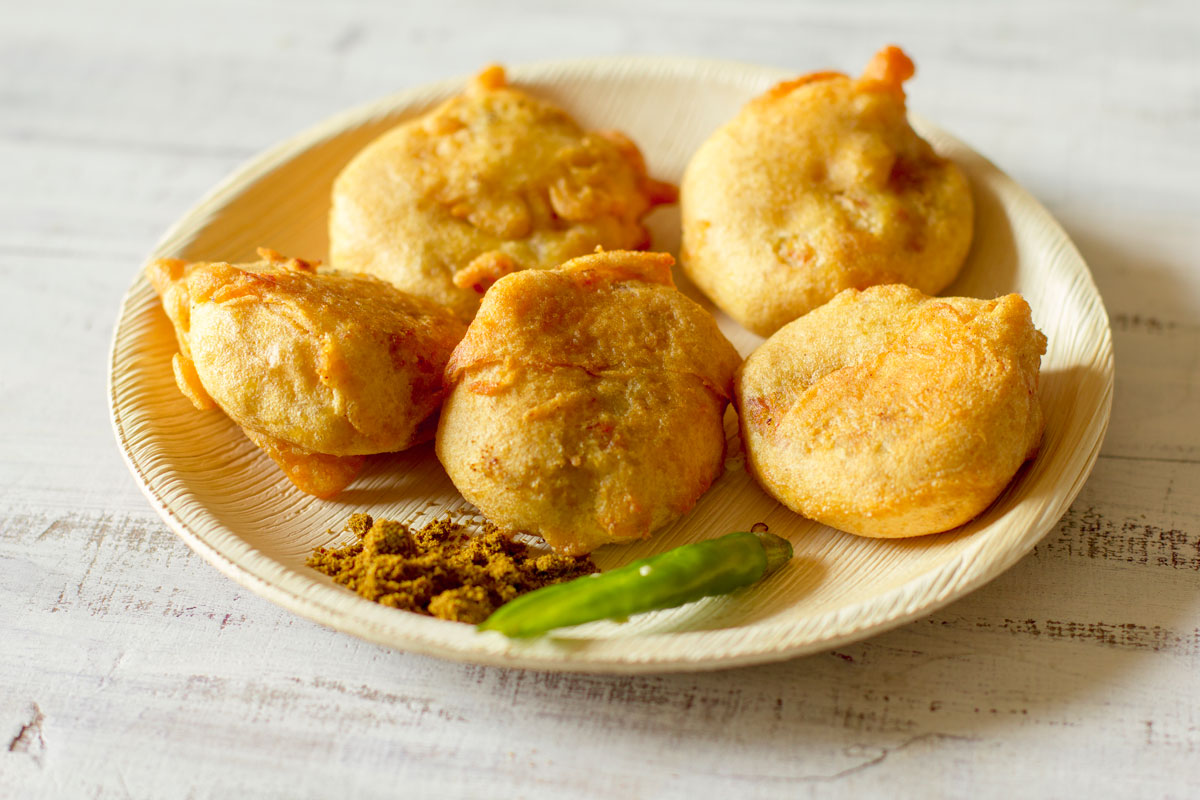
Batata Vadas часто їдять із зеленим чилі

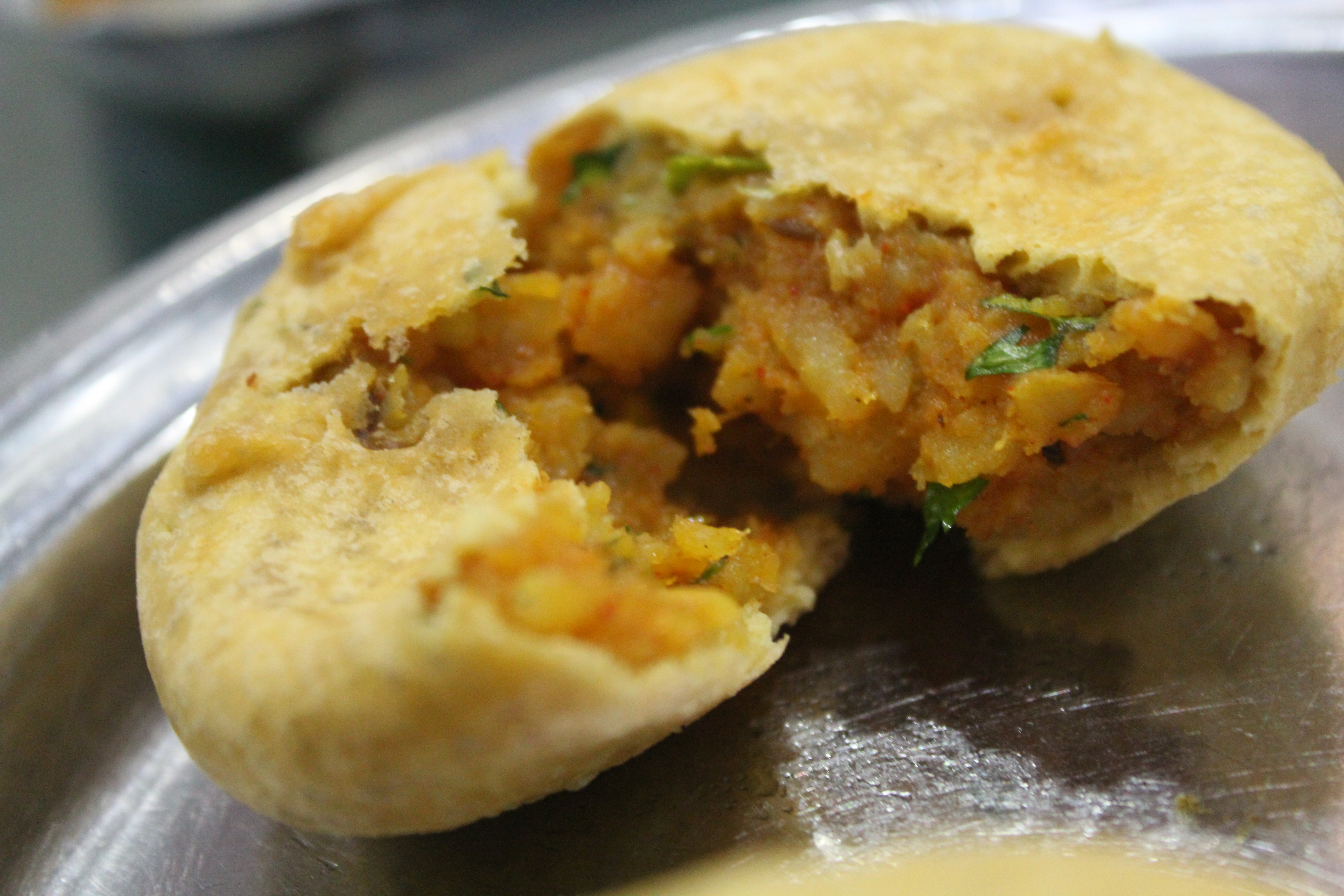
Розбита Batata Vada, продається в Мумбаї

Батата вада ( гінді बटाटा वडा  ; маратхі बटाटा वडा) — популярний індійський вегетаріанський фаст-фуд в штаті Махараштра, Індія. "Батата" означає картопля, а " Вада" - оладки. Таким чином, batata vada дослівно означає картопляну оладку. Вважають, що впровадили картоплю в Індію  португальці  в XVII столітті  Страва складається з  картопляного  пюре покритого борошном з нуту, яке потім глибоко обсмажується і подається в гарячому вигляді з чатні. Вада зазвичай має діаметр близько 5 - 7 сантиметрів. Найбільшою популярністю вони користуються у Південній Індії. У різних регіонах Індії ця страва  має різні варіації,  наприклад, Алоо Бонда, Алоо Вада, Батата Бонда, Батата Вада, Картопляна Вонда, Картопляна Вада.
Хоча Батата вада популярна в Махараштрій, вона набуває популярності і в інших частинах Індії.  Страва смачна сама по собі,  але його суміш з індійськими спеціями робить його ще кращим.

## Підготовка
Для приготування Батата вада потрібна лише картопляна начинка і тісто, що використовується для її покриття.
Спочатку відварюється картопля, перетирається до вигляду пюре і відкладається в сторону.  Приправи, такі як асафетида, перець чилі, насіння гірчиці, листя каррі, цибуля,  обсмажуються на сковороді з часниково-імбирною пастою, куркумою та сіллю, а потім добавляються до картопляного пюре. 
Густе тісто (кляр) готують із борошна нуту, приправленого сіллю,  порошком червоного чилі та куркумою. Можна додати невелику кількість розпушувача, щоб тісто стало більш пухнастим. Маленькі кульки з картопляної суміші обвалюють в клярі і смажать у фритюрі на розпеченій рослинній олії.
Щоб зробити ваду пікантною, використовують пасту з червоного чилі . 
Батата вада, як правило, подається з зеленим чатні або сухим чатні, таким як Шетдана Чатні та часниково-кокосовим чатні.  Рецепти Jain batata vada - це різновид, який замінює картоплю сирими бананами.

## Сервірування
Найпоширеніший спосіб вживання Батата вада - у формі Vada pav . 